# アショーカ・チャクラ

インドの国旗に描かれたアショーカ・チャクラ。

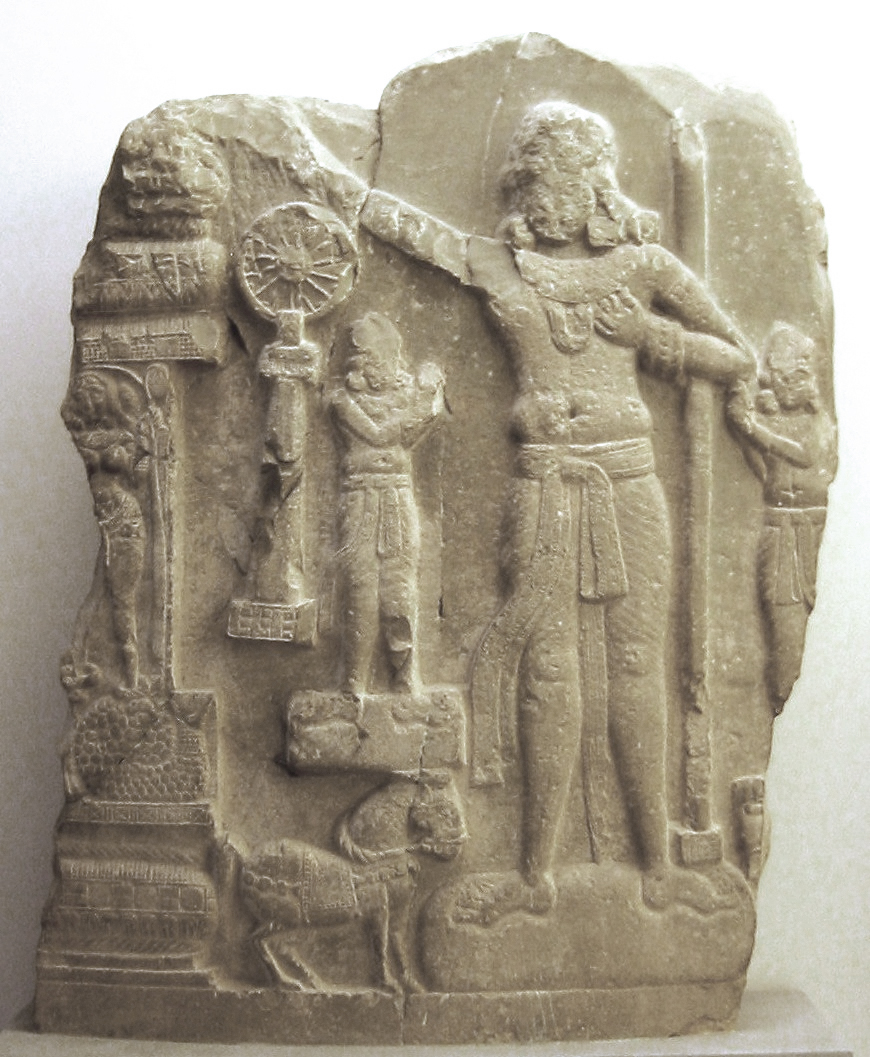
16本のスポークがある車輪で表現されたこの転輪聖王は、アショーカであるかもしれない（紀元前1世紀ないし1世紀）。

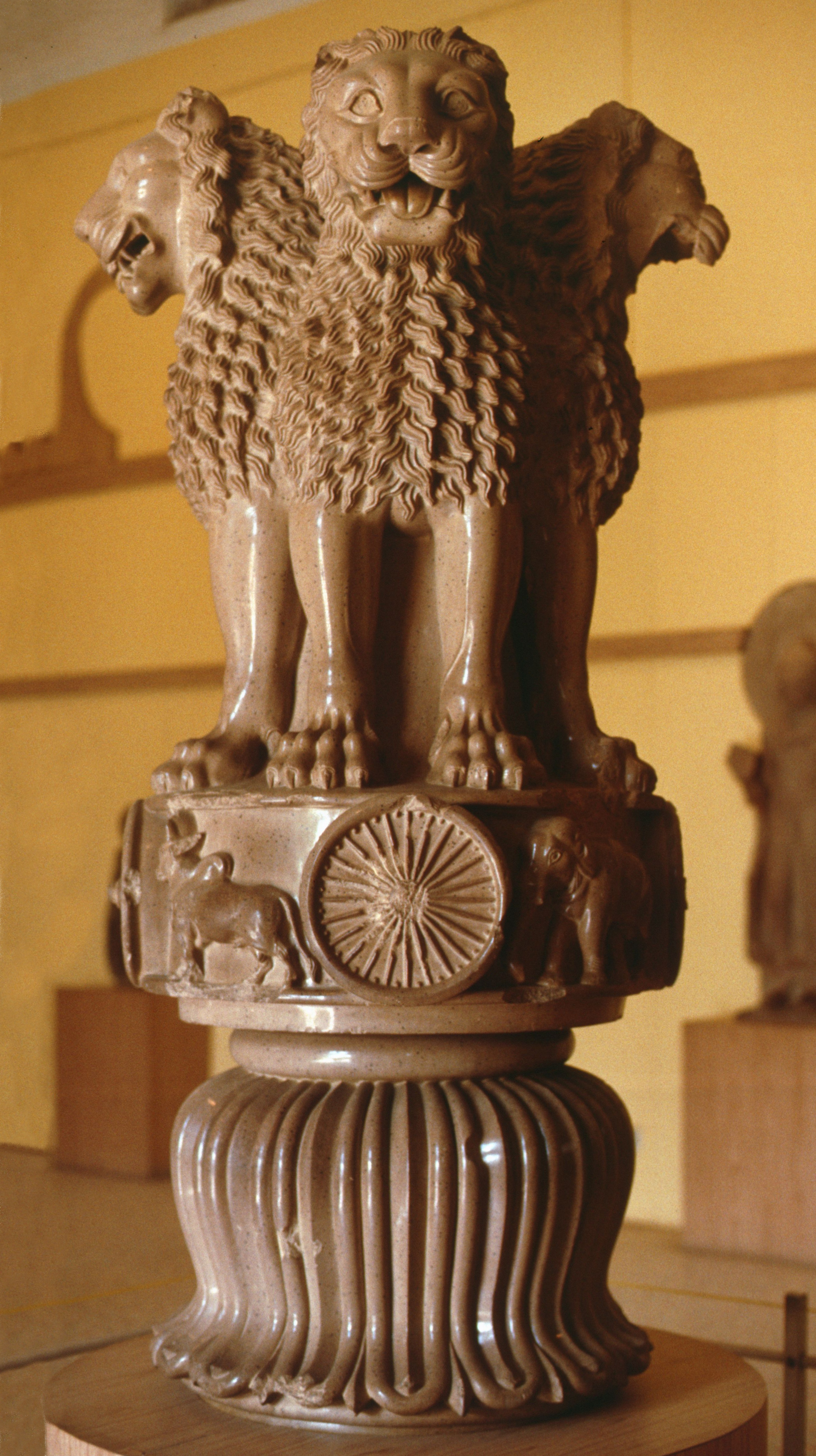
アショーカの獅子柱頭に見えるアショーカ・チャクラ。

アショーカ・チャクラは、仏教において24本のスポークをもった車輪の形で表象される法輪の表現。名称の由来は、最も有名なアショーカの獅子柱頭をはじめとして、アショーカ王碑文の多くにこれが現れるためである。今日、最もよく見られるアショーカ・チャクラは、1947年7月24日に採用されたインドの国旗の中央で白い背景にネービーブルーで描かれており、これは独立以前に用いられていた旗でチャルカ（糸車）が描かれていた部分に置き換えられたものである。

## 象徴としての歴史
釈迦はブッダガヤで正覚を得て、サールナートに赴いた。そこで彼は5人の弟子たち（五比丘）に出会う、すなわち阿説示、摩訶摩男、阿若・憍陳如、婆提梨迦、婆敷であり、彼らはかつて釈迦に見切りを付けていた者たちだった。釈迦は最初の説法をおこない、法輪を確立した（初転法輪）。このモチーフをアショーカが取り上げ、彼が作らせた柱頭の上部に刻ませた。
24本のスポークは、仏陀が説いた十二因縁とその順観と逆観を合わせた縁起を表現している。最初の12本のスポークは、苦の12段階を表している。次の12本のスポークは、原因がなければ結果もないことを表している。従って、覚醒すれば、精神の状態が形成されることも止まる。この過程が、生死の過程を止める、すなわち涅槃である。また、この印は「時の車輪」をも表している。12の因縁と、それぞれに結びついている象徴は次の通りである。
1. 無明 - 無知であること
2. 行 - 知らないうちに精神の状態を作ること
3. 識 - 意識しない状態
4. 名色 - 名と形（精神的なものと物質的なものを構成する諸要素）
5. 処 - 6つの感覚 （眼、耳、鼻、舌、身、意）
6. 触 - 触れること
7. 受 - 感じること
8. 渇愛 - 渇き、欲望
9. 取 - 執着、掌握[3]
10. 有 - 存在、発生
11. 生 - 誕生
12. 老死 - 老い[4]と死[5] – 担われた亡骸

これら12の因縁を順観と逆観し、合わせて24のスポークがダルマを表現する。

## インド国旗への採用
アショーカ・チャクラは、インドの国旗の中央に採用されている。円形のアショーカ・チャクラは国家の前進を表すものとされる。